# Societatea Pentru Exploatări Tehnice

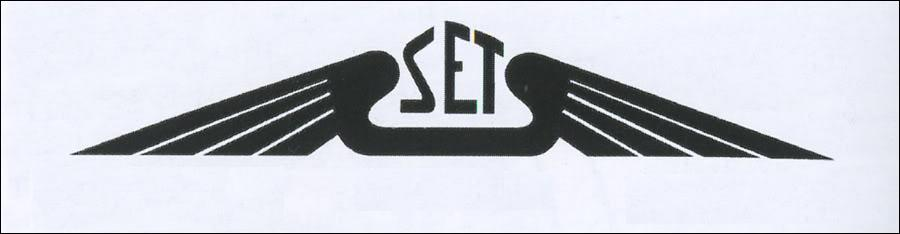
Logo de la SET

La Societatea Pentru Exploatări Tehnice (en français : « Société pour le Développement Technique » ) était un constructeur aéronautique roumain, actif de 1923 à 1953.